# Hiệp định về Trợ cấp và các Biện pháp chống Trợ cấp
Hiệp định về Trợ cấp và các Biện pháp đối kháng  (Hiệp định SCM) là một trong các hiệp định của Tổ chức Thương mại Thế giới (WTO). Hiệp định được ký cùng với các hiệp định khác của WTO tại Vòng đàm phán Uruguay. Hiệp định có hiệu lực kể từ ngày 1 tháng 1 năm 1995.
Hiệp định đưa ra các quy định về việc sử dụng các biện pháp trợ cấp cũng như các quy định về những hành động một thành viên WTO có thể sử dụng để đối phó lại ảnh hưởng của các biện pháp trợ cấp. Theo Hiệp định, một thành viên WTO có thể sử dụng cơ chế giải quyết tranh chấp của WTO để yêu cầu một thành viên khác rút lại biện pháp trợ cấp mà họ đang áp dụng, hoặc có những phương thức khắc phục ảnh hưởng tiêu cực của biện pháp trợ cấp đó. Thành viên bị ảnh hưởng cũng có thể thực hiện điều tra riêng của mình và có thể áp một mức thuế nhập khẩu bổ sung (được gọi là thuế chống trợ cấp) đối với hàng nhập khẩu được trợ cấp mà theo kết quả điều tra gây tổn hại đến ngành sản xuất trong nước.

## Phạm vi điều chỉnh
Hiệp định có định nghĩa cụ thể về trợ cấp. Áp dụng đối với trợ cấp công nghiệp. Hiệp định cũng đưa ra khái niệm về "trợ cấp cụ thể", là trợ cấp chỉ áp dụng đối với một doanh nghiệp, một ngành, một nhóm doanh nghiệp hoặc nhóm ngành tại nước trợ cấp. Các quy định trong Hiệp định chỉ áp dụng với trợ cấp cụ thể. Trợ cấp cụ thể đó có thể là trợ cấp trong nước hoặc trợ cấp xuất khẩu. Hiệp định đưa ra 3 dạng trợ cấp là: trợ cấp đèn đỏ (bị cấm), trợ cấp đèn vàng (có thể bị kiện) và trợ cấp đèn xanh (không bị kiện).

## Phân loại trợ cấp
Hiệp định phân trợ cấp thành hai nhóm: trợ cấp bị cấm và trợ cấp có thể áp dụng. Trước đây, trợ cấp còn có thể thuộc một nhóm thứ ba: trợ cấp có thể không được áp dụng. Nhóm này tồn tại trong vòng 5 năm kể từ khi Hiệp định có hiệu lực, tức là đến ngày 31 tháng 12 năm 1999, và không được gia hạn thêm. Hiệp định áp dụng đối với cả hàng nông sản cũng như hàng chế tạo, ngoại trừ các khoản trợ cấp được miễn trừ theo "điều khoản hòa bình" của Hiệp định về Nông nghiệp. Điều khoản này cũng đã hết hạn vào cuối năm 2003.
- Trợ cấp bị cấm: là các khoản trợ cấp yêu cầu người nhận phải đáp ứng được những mục tiêu xuất khẩu nhất định, hoặc phải sử dụng hàng trong nước thay cho hàng nhập khẩu. Chúng bị cấm vì chúng được xây dựng nhằm làm biến dạng thưưong mại quốc tế, và do đó có khả năng tác động tiêu cực đến trao đổi thương mại của các thành viên khác. Những trợ cấp này phải bị dỡ bỏ dần theo một thời gian biểu quy định. Chúng có thể bị đưa ra cơ chế giải quyết tranh chấp của WTO nếu không tuân theo thời gian biểu dỡ bỏ đó. Nếu cơ chế giải quyết tranh chấp kết luận rằng một khoản trợ cấp thuộc nhóm bị cấm, khoản trợ cấp đó phải được dỡ bỏ ngay lập tức. Nếu không được dỡ bỏ, nước nguyên đơn có thể có những biện pháp phản kháng lại khoản trợ cấp đó. Trong trường hợp ngành sản xuất trong nước bị thiệt hại bởi hàng nhập khẩu được trợ cấp, thuế chống trợ cấp có thể được áp dụng đối với hàng nhập khẩu.
- Trợ cấp có thể áp dụng: đối với những khoản trợ cấp trong nhóm này, nước nguyên đơn phải chứng minh được rằng khoản trợ cấp đó có tác động tiêu cực đối với lợi ích của họ. Nếu không chứng minh được điều đó, khoản trợ cấp được phép áp dụng. Hiệp định quy định ba hình thức thiết hại có thể gây ra bởi các khoản trợ cấp thuộc nhóm này. Thứ nhất, trợ cấp của một nước có thể gây thiệt hại đến ngành sản xuất nội địa của nước nhập khẩu. Thứ hai, trợ cấp của một nước có thể gây thiệt hại đến xuất khẩu của một nước khác khi hàng của 2 nước cạnh tranh với nhau trên thị trường của một nước thứ ba. Thứ ba, trợ cấp nội địa của một nước có thể gây thiệt hại đối với hàng xuất khẩu của các nước khác được bán trên thị trường của nước áp dụng biện pháp trợ cấp. Nếu Hội đồng Giải quyết Tranh chấp kết luận rằng khoản trợ cấp đang được xem xét đúng là có gây tác động tiêu cực, khoản trợ cấp đó phải được dỡ bỏ, hoặc tác động tiêu cực đó phải được khắc phục. Cũng giống như trường hợp trên, khi ngành sản xuất trong nước bị thiệt hại bởi hàng nhập khẩu được trợ cấp, thuế chống trợ cấp có thể được áp dụng đối với hàng nhập khẩu.

## Điều tra
Một số quy định của Hiệp định về Trợ cấp và các Biện pháp chống Trợ cấp cũng tương tự như các quy định của Hiệp định về Chống bán Phá giá. Thuế chống trợ cấp, tương tự như thuế chống bán phá giá, chỉ có thể được áp dụng khi nước nhập khẩu đã tiến hành điều tra tỷ mỷ về hành động trợ cấp. Hiệp định có những quy định chi tiết về việc kết luận khi nào một mặt hàng bị coi là được trợ cấp, các tiêu chí để xác định một mặt hàng nhập khẩu được trợ cấp có gây thiệt hại đến ngành sản xuất trong nước hay không, thủ tục để mở một cuộc điều tra và các bước thự hiện nó, cách thức và thời gian có hiệu lực của các biện pháp chống trợ cấp. Một giải pháp khác tránh cho việc áp dụng các biện pháp trợ cấp là người xuất khẩu được trợ cấp có thể đồng ý tăng giá xuất khẩu của họ.

## Miễn trừ
Hiệp định công nhận rằng trợ cấp có thể đóng một vai trò quan trọng ở các nước phát triển cũng như trong việc chuyển đổi từ nền kinh tế kế hoạch tập trung sang các nền kinh tế thị trường. Các nước kém phát triển và các nước đang phát triển có thu nhập bình quân đầu người ít hơn 1.000 đô-la Mỹ/năm được miễn áp dụng các quy định về trợ cấp xuất khẩu bị cấm. Các nước đang  phát triển khác có thời hạn đến năm 2003 để dỡ bỏ các khoản trợ cấp xuất khẩu của mình. Tuy nhiên, các nước kém phát triển phải dỡ bỏ các khoản trợ cấp thay thế nhập khẩu (các khoản trợ cấp được xây dựng để trợ giúp sản xuất hàng trong nước thay thế hàng nhập khẩu) không chậm hơn năm 2003. Thời hạn này đối với các nước đang phát triển là năm 2000. Các nước đang phát triển sẽ nhận được đối xử ưu đãi hơn trong trường hợp hàng xuất khẩu của họ chịu sự điều tra để áp dụng thuế chống trợ cấp.  Đối với các nền kinh tế chuyển đổi, các khoản trợ cấp bị cấm phải được dỡ bỏ chậm nhất là năm 2002.